# Шишкин, Карен Владимирович
Каре́н Влади́мирович Ши́шкин (17 июля 1975 — 1 января 1995) — российский военнослужащий, старший механик-водитель танка 693-го гвардейского мотострелкового полка (19-я мотострелковая дивизия, 42-й армейский корпус, Северо-Кавказский военный округ), гвардии рядовой. Участник Первой чеченской войны, Герой Российской Федерации (1995, посмертно).

## Биография
Карен Шишкин родился 17 июля 1975 года в городе Моздок Северо-Осетинской АССР. В 1993 году, после окончания средней школы № 7 в Моздоке, был призван на срочную службу в Вооруженные Силы Российской Федерации. Проходил службу в 693-м гвардейском Вапнярско-Берлинском Краснознамённом орденов Суворова II степени и Богдана Хмельницкого II степени мотострелковом полку 19-й Воронежско-Шумлинской Краснознамённой орденов Суворова II степени и Трудового Красного Знамени мотострелковой дивизии 42-го армейского корпуса Северо-Кавказского военного округа, дислоцированном в селении Зарамаг под Владикавказом.
С декабря 1994 года Шишкин участвовал в боевых действиях на территории Чеченской Республики в ходе Первой чеченской войны. Карен Владимирович проявил личное мужество и героизм в уличных боях при штурме Грозного. В бою 1 января 1995 года его танк поддерживал действия мотострелковых подразделений. В ходе сражения танк был подбит дудаевцами, а рядовой Шишкин получил тяжелое ранение. Несмотря на это, он продолжил бой в повреждённой машине, а затем сумел отвести танк из проезда, освободив путь для следующих боевых машин.
При попытке выбраться из горящего танка раненый рядовой был убит вражеским снайпером. Карен Шишкин был похоронен на городском кладбище Моздока Республики Северная Осетия — Алания.
Указом Президента Российской Федерации от 15 мая 1995 года за мужество и героизм, проявленные при выполнении специального задания, рядовому Карену Владимировичу Шишкину посмертно было присвоено звание Героя Российской Федерации.

## Награды
- Герой Российской Федерации (15 мая 1995 года), медаль № 167, посмертно)
- медали

## Память
- Имя Героя России Карена Шишкина носит улица в Моздоке и средняя школа номер 7, в которой он учился.